# هارالد ماير
هارالد ماير (بالألمانية: Harald Maier)‏ ولد بتاريخ 17 نوفمبر 1960 في شتايرمارك، النمسا، هو دراج نمساوي سابق.

## روابط خارجية
- هارالد ماير على موقع أرشيف الدراجات (الإنجليزية)
- هارالد ماير على موقع إحصائيات الدراجات الإحترافية (الإنجليزية)
- هارالد ماير على موقع CycleBase (الإنجليزية)